# Katarina Dalayman

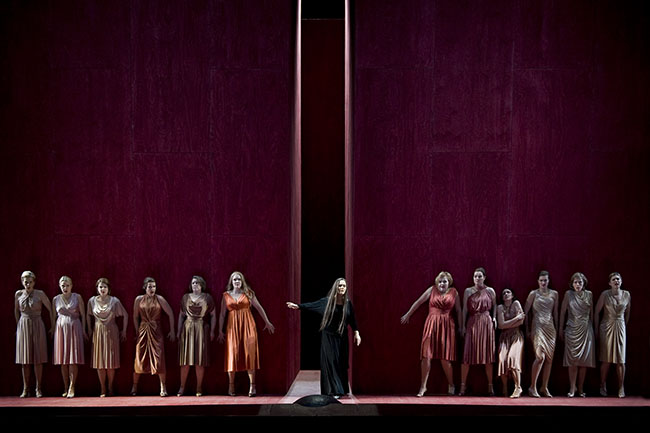
Katarina Dalayman als Elektra,
Königliches Opernhaus, Stockholm 2009

Katarina Dalayman (geboren 25. Januar 1963 in Stockholm) ist eine schwedische Opernsängerin der Stimmlage Sopran, die zuletzt Rollen als Mezzosopranistin übernahm.
Die Sängerin wurde insbesondere für ihre Darstellungen in Opern von Wagner, Berg, Schostakowitsch und Bartók gelobt. Im Jahr 2000 wurde sie von Carl XVI. Gustaf, König von Schweden, zur Hovsångare, zur schwedischen Kammersängerin, ernannt. Sie trat seitdem unter anderem an den Opernhäusern in Berlin, Wien, Mailand, New York, Paris, Brüssel sowie bei den Festspielen in Salzburg und Aix-en-Provence auf.